# Lisle-en-Barrois
Lisle-en-Barrois je francouzská obec v departementu Meuse v regionu Grand Est. Žije zde 28 obyvatel.

## Geografie
Obec leží u hranic departementu Meuse s departementem Marne.

### Sousední obce
| Růžice kompasu | Seuil-d'Argonne Les Charmontois (Marne) | Vaubecourt             |                                     | Růžice kompasu |
| Růžice kompasu | Belval-en-Argonne (Marne)               | Sever                  | Rembercourt-Sommaisne               | Růžice kompasu |
| Růžice kompasu | Belval-en-Argonne (Marne)               | Lisle-en-Barrois       | Rembercourt-Sommaisne               | Růžice kompasu |
| Růžice kompasu | Belval-en-Argonne (Marne)               | Jih                    | Rembercourt-Sommaisne               | Růžice kompasu |
| Růžice kompasu | Sommeilles Laheycourt                   | Villotte-devant-Louppy | Les Hauts-de-Chée Louppy-le-Château | Růžice kompasu |